# Calamoecia lucasi
Calamoecia lucasi is een eenoogkreeftjessoort uit de familie van de Centropagidae. De wetenschappelijke naam van de soort en van het geslacht Calamoecia is voor het eerst geldig gepubliceerd in 1906 door George Stewardson Brady.
C. lucasi komt voor in zoetwatermeren in Nieuw-Zeeland.